# 이재형 (1842년)
이재형(李在衡, 1842년 10월 3일 ~ 1885년 11월 1일)은 조선 후기의 학자, 문신이다. 자(字)는 칠여(七汝), 호는 미상, 본관은 우계(羽溪)이다.
증조부는 승사랑, 통덕랑을 지낸 이한운이고, 조부는 이현상으로 성균관전적, 교서관교리 등을 지냈다. 아버지는 이문학관 돈녕부도정을 지낸 이인녕(李麟寧)이고, 어머니는 양주조씨(楊州趙氏)로 대사헌, 형조판서를 지낸 정헌공 조영진(定獻公 趙榮進)의 증손 부제학 조진오(趙鎭五)의 딸이다. 외가로는 형조판서 조계원(趙啓遠), 호조판서 조존성(趙存性)이 그의 외조부의 선조였다. 형제로는 류본영(柳本英)에게 출가한 누이가 있다. 그는 아들이 없어서 그의 행적, 묘소는 돌보는 이가 없고, 그의 초기 삶, 행적, 기록에 대한 자료도 실전되었다. 아호 역시 미상이다.
1874년(고종 11) 3월 10일 경기도 유생 유학(儒生 幼學) 오규선(吳奎善), 신섭(申木+燮）등이 한성에 모여 화양동서원(華陽書院)의 복구, 서원 향교의 복설을 청하는 공동 연명 상소를 올릴 때 동참하였다. 그러나 고종은 상소문만 읽고 유학, 유생들에게 되돌아가게 하였다.
1879년(고종 16) 9월 30일 승문원의 천거로 탈이 있는 이문학관 김재정(金在禎)과 박수영(朴受英) 대신 천거되어 차하, 군직에 붙여 관디(冠帶) 차림으로 항상 사진(仕進)할 것을 청하니 고종이 승인하였다. 10월 1일 병비(兵批)로 부사맹(副司猛)에 임명되었다.
10월 2일 승정원우승지 박용대(朴容大)가 승문원의 이문학관(吏文學官) 이재형(李在衡), 이하규(李夏圭)가 탈이 있으니, 그 대신에 유학 남석원(南奭元), 김유형(金裕衡)을 처하한다는 계를 올렸다.
기록이 유실되어 자녀와 후손에 대한 기록은 사라졌다. 묘소는 서울특별시 중랑구 망우리동에 있다. 부인 순천이씨의 묘소는 경기도 광주군 내곡(후일의 서울특별시 서초구 내곡동)에 있다 했으나 실전되었다.

## 가족 관계
- 할아버지 : 이현상(李顯相, 호는 태화(太華), 1770년 6월 14일 - 1822년 7월 14일)
- 아버지 : 이인녕(李麟寧, 1800년 8월 28일 ~ 1883년 11월 5일)
- 어머니 : 양주조씨(楊州趙氏, 1799년 11월 26일 ~ 1849년 7월 2일), 부제학 조진오(趙鎭五)의 딸, 판서 정헌공 조영진(定獻公 趙榮進) 증손
  - 누이 : 우계이씨
  - 매부 : 류본영(柳本英)
- 부인 : 순천이씨(順天李氏, 1849년 10월 1일 ~ 1890년 5월 1일), 이상진(李尙鎭)의 딸

## 참고 문헌
- 승정원일기